# Bovenrijge (buurtschap)
Bovenrijge is een streekje in de gemeente Groningen en het voormalige kerspel Garmerwolde, grenzend aan Ten Boer in de Nederlandse provincie Groningen.
Het streekje bestaat uit een aantal boerderijen die lang de Bovenrijgerweg staan. 'Rijge' (= rij) verwijst naar de ligging ten opzichte van elkaar; de boerderijen staan min of meer op één rij. 'Boven' verwijst naar de ligging van de huizen ten opzichte van de Stadsweg – aan de noordzijde (= boven) ervan.
Door het dorpje loopt – haaks op de weg – de Bovenrijgstertocht. De voormalige Bovenrijgsterpolder ontleende zijn naam aan het streekje.
Stad: Groningen

Dorpen: Garmerwolde · Glimmen · Haren · Harkstede (deels) · Lageland · Lellens · Meerstad · Noordlaren · Onnen · Sint-Annen · Ten Boer · Ten Post · Thesinge · Winneweer · Woltersum

Buurtschappen: Achter-Thesinge · Boltklap · Bouwerschap · Bovenrijge · Dilgt · Dorkwerd · Engelbert · Emmerwolde · Essen · Euvelgunne · Felland · Harendermolen · Hemert · Hemmen · Hoogkerk · Leegkerk · Hoornsedijk · Klein Harkstede · Kröddeburen · Lageweg · Lutjewolde · Middelbert · Noorddijk · Noorderhoogebrug · Oosterdijkshorn · Oosterhoogebrug · Oude Roodehaan · Paterswolde (deels) · Ruischerbrug · Roodehaan · Slaperstil · Steerwolde · Vierverlaten · Wittewierum · Zevenhuisjes

Provincie Groningen: Steden en dorpen      Nederland: Provincies · Gemeenten